# Editorial Opera Prima
Opera Prima es una editorial independiente fundada en 1995. Está situada en Madrid y fue pionera en la edición de autor en España. Sus publicaciones son de todo tipo: poemarios, novelas, microensayos en Que piensen ellos, el Manifiesto contrasexual de Paul B. Preciado, etc.
La editorial ha promovido diferentes iniciativas, entre ellas, junto a Gloria Fuertes, que la Unesco declarara el 21 de marzo el Día Mundial de la Poesía.